# 寺沢町
寺沢町（てらざわちょう）は、愛知県豊橋市の地名。

## 地理
豊橋市南部に位置する。東は小松原町、西は西七根町、南は遠州灘、北は豊栄町に接する。

### 河川
- 豊川用水東部幹線水路[1]

### 字一覧
- 内原（うちばら）[WEB 5]
- 亀渕（かめぶち）[WEB 5]
- 郷中（ごうなか）[WEB 5]
- 下坪尻（しもつぼじり）[WEB 5]
- 田濃（たのう）[WEB 5]
- 寺瀬戸（てらせと）[WEB 5]
- 寺東（てらひがし）[WEB 5]
- 東郷（とうごう）[WEB 5]
- 西ノ谷（にしのや）[WEB 5]
- 西向（にしむかい）[WEB 5]
- 原（はら）[WEB 5]
- 深沢（ふかざわ）[WEB 5]
- 南五本松（みなみごほんまつ）[WEB 5]
- 宮西（みやにし）[WEB 5]
- 宮前（みやまえ）[WEB 5]
- 向坂ケ谷（むこうさかがや）[WEB 5]
- 睦美（むつみ）[WEB 5]
- 女松原（めまつばら）[WEB 5]

## 歴史

### 人口の変遷
国勢調査による人口および世帯数の推移。
| 1995年（平成7年）  | 166世帯 733人 |  |
| 2000年（平成12年） | 192世帯 793人 |  |
| 2005年（平成17年） | 222世帯 827人 |  |
| 2010年（平成22年） | 253世帯 871人 |  |
| 2015年（平成27年） | 257世帯 833人 |  |

### 沿革
- 江戸時代 - 三河国渥美郡寺沢村として所在[2]。当初は幕府領[2]。
- 天和元年 - 志摩鳥羽藩領となる[2]。
- 享保10年 - 幕府領に戻る[2]。
- 寛延元年 - 西大平藩領となる[2]。
- 安永元年 - 遠江相良藩領となる[2]。
- 安永3年 - 吉田藩領となる[2]。
- 享和3年 - 幕府領に戻る[2]。
- 1878年（明治11年） - 合併により、五並村の一部となる[2]。
- 1884年（明治17年） - 五並村より再度独立し、渥美郡寺沢村が成立[2]。
- 1889年（明治22年） - 合併により、小沢村大字寺沢となる[2]。
- 1906年（明治39年） - 二川町大字寺沢となる[2]。
- 1955年（昭和30年） - 豊橋市寺沢町となる[2]。
- 1962年（昭和37年） - 一部が豊栄町・東七根町・天伯町にそれぞれ編入され、小松原町の一部を編入する[2]。

## 交通
- 愛知県道小松原小池線[1]
- 愛知県道伊良湖岬白須賀線[1]

## 施設
- 豊橋市南部農協小沢支所[1]
- NTT寺沢電話交換局[1]
- 寺沢公民館[1]
- 臨済宗妙心寺派東漸寺[1]
- 白山社[1]
- 昭和製薬寺沢工場
- 寺沢遊園

### WEB
1. ↑  “愛知県豊橋市の町丁・字一覧”.   人口統計ラボ. 2023年4月13日閲覧。
2. ↑  総務省統計局 (2017年1月27日). “平成27年国勢調査の調査結果(e-Stat) - 男女別人口及び世帯数 －町丁・字等” (CSV). 2021年7月21日閲覧。
3. ↑  “愛知県豊橋市の郵便番号一覧”.   日本郵便. 2023年4月13日閲覧。
4. ↑  “市外局番の一覧” (PDF).   総務省 (2022年3月1日). 2022年3月22日閲覧。
5. 1 2 3 4 5 6 7 8 9 10 11 12 13 14 15 16 17 18  “愛知県豊橋市 住所一覧から地図を検索”.   ONE COMPATH. 2023年8月17日閲覧。
6. ↑  総務省統計局 (2014年3月28日). “平成7年国勢調査の調査結果(e-Stat) - 男女別人口及び世帯数 －町丁・字等” (CSV). 2021年7月20日閲覧。
7. ↑  総務省統計局 (2014年5月30日). “平成12年国勢調査の調査結果(e-Stat) - 男女別人口及び世帯数 －町丁・字等” (CSV). 2021年7月20日閲覧。
8. ↑  総務省統計局 (2014年6月27日). “平成17年国勢調査の調査結果(e-Stat) - 男女別人口及び世帯数 －町丁・字等” (CSV). 2021年7月21日閲覧。
9. ↑  総務省統計局 (2012年1月20日). “平成22年国勢調査の調査結果(e-Stat) - 男女別人口及び世帯数 －町丁・字等” (CSV). 2021年7月21日閲覧。
10. ↑  総務省統計局 (2017年1月27日). “平成27年国勢調査の調査結果(e-Stat) - 男女別人口及び世帯数 －町丁・字等” (CSV). 2021年7月21日閲覧。

### 書籍
1. 1 2 3 4 5 6 7 8 9 10  「角川日本地名大辞典」編纂委員会 1989, p. 1790.
2. 1 2 3 4 5 6 7 8 9 10 11 12 13 14  「角川日本地名大辞典」編纂委員会 1989, p. 857.